# Hermann Goetz (Komponist)

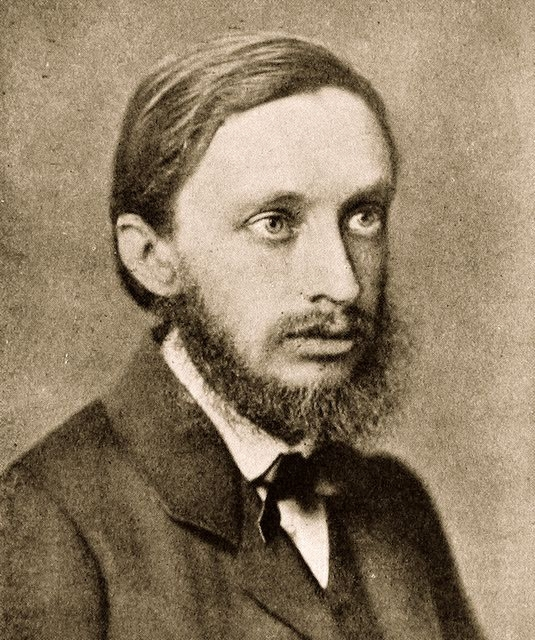
Herrmann Goetz. Heliogravure der Fa. H. Feh, Zürich (1874)

Hermann Gustav Goetz (* 7. Dezember 1840 in Königsberg i. Pr.; † 3. Dezember 1876 in Hottingen bei Zürich) war ein deutscher Komponist.

## Leben

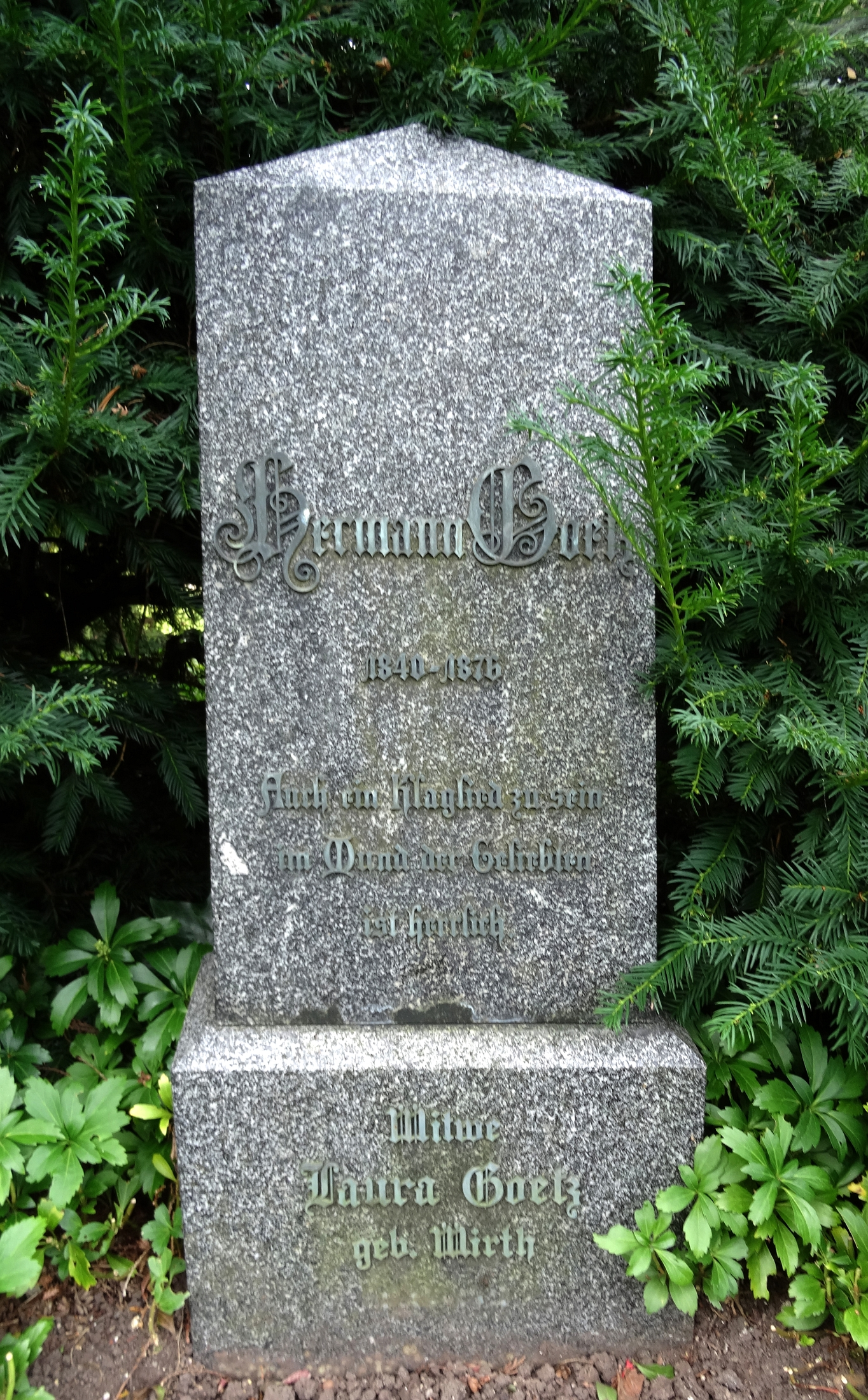
Grab, Friedhof Rehalp, Zürich

Goetz wurde als Sohn eines musikliebenden Bierbrauers geboren. Er lernte bereits früh Klavier spielen, betätigte sich als Dirigent privater Liebhaberaufführungen und begann 15-jährig eine Sonate für Klavier vierhändig zu komponieren. Daneben besuchte er das Gymnasium seiner Heimatstadt. Ab 1857 übernahm der in Königsberg ansässige Louis Köhler seine musikalische Ausbildung. Ende der 1850er Jahre begann er ein Mathematikstudium, brach es jedoch nach drei Semestern ab, um 1860 ans Stern’sche Konservatorium in Berlin zu wechseln. Hier studierte er bei Hans von Bülow Klavier, bei Hugo Ulrich Kontrapunkt und Instrumentation sowie bei Julius Stern Dirigieren. Mit glänzendem Erfolg spielte er am Schlussexamen 1862 sein Klavierkonzert Es-Dur und beendete damit seine Studien.
Im folgenden Jahr erhielt Goetz durch Vermittlung von Carl Reinecke eine Anstellung als Organist an der Stadtkirche von Winterthur – als Nachfolger von Theodor Kirchner. Hier vermochte er allmählich eine vielseitige musikalische Tätigkeit als Pianist, Dirigent, Organist und Klavierlehrer zu entfalten. Nach langem Zaudern wegen seiner chronischen Krankheit heiratete er am 22. September 1868 in Veltheim die Zeichenlehrerin Laura Wirth (* 10. Juni 1845), die Tochter des von Hannover stammenden Heinrich Wirth und der Winterthurerin Emilie Jäggli. Die Trauung vollzog der gemeinsame Freund (und Goetz’ Librettist) Joseph Victor Widmann, der in Frauenfeld als Pfarrassistent wirkte. Am 30. November 1869 wurde ihre gemeinsame Tochter Margarete Goetz geboren. 
Zwei Jahre später zog das Paar in die Gemeinde Hottingen, die heute ein Stadtteil von Zürich ist, doch blieb Goetz noch bis 1872 in Winterthur tätig. In den Jahren 1870 bis 1874 schrieb er außerdem Rezensionen für eine Musikzeitschrift. Am 11. Oktober 1874 gelangte die in Winterthur begonnene und in Zürich beendete Oper Der Widerspenstigen Zähmung am Nationaltheater Mannheim zu einer erfolgreichen Uraufführung.
In seinen letzten Lebensjahren musste Goetz auf Konzerttätigkeiten und Unterricht verzichten, da sich seine Tuberkulose, unter der er bereits seit den 1850er Jahren litt, zunehmend verschlimmerte und schließlich – vier Tage vor seinem 36. Geburtstag – zu seinem Tod führte. Seine Grabstätte befindet sich auf dem Zürcher Friedhof Rehalp (FG 85133).

## Stil
Obwohl Goetz für die bedeutenden Strömungen seiner Zeit – verkörpert durch Franz Liszt und Richard Wagner einerseits sowie Johannes Brahms andererseits – reges Interesse zeigte, orientierte er sich selbst eher an Wolfgang Amadeus Mozart und Felix Mendelssohn Bartholdy. Auch lassen sich Einflüsse Robert Schumanns erkennen. Goetz’ Musik zeichnet sich durch Lyrik und große Klarheit aus. Sie kann als tendenziell eher ruhig und introvertiert bezeichnet werden. Spektakuläre Effekte meidet Goetz fast völlig. Charakteristisch ist seine hohe kompositionstechnische Meisterschaft, die besonders in der motivischen Verknüpfung und satztechnischen Dichte zur Geltung kommt. Lange Zeit war Goetz nahezu vergessen, obwohl Gustav Mahler mehrfach einige seiner Werke zur Aufführung brachte; erst seit den 1990er Jahren wird sein Schaffen wieder stärker beachtet. Insgesamt ist Goetz zwar kein bahnbrechender Neuerer, doch ein Komponist, der die Kompositionstechnik souverän beherrschte und dessen Werke durch ihr hohes Niveau das Etikett „Kleinmeister“ Lügen strafen.
Die Sinfonie F-Dur und das Violinkonzert G-Dur haben ihre stärksten Momente in ihren ausgeprägten Cantabile-Passagen. Der weit ausschwingende Mittelteil des zyklisch angelegten Violinkonzertes erinnert an Max Bruch. In seiner F-Dur Sinfonie aber finden sich gerade in den Mittelsätzen, dem heiteren Intermezzo und einem elegischen Minore-Adagio, Melodien, die an Schumann oder Brahms erinnern. Die Klavierstücke Lose Blätter op. 7 und Genrebilder op. 13 sind zarte, gelegentlich auch zufahrende Charakterstücke in schumannschem oder mendelssohnschem Abglanz. In der Mehrzahl seiner Werke schlug Goetz heitere, gelöste Töne an. Doch – so in der Einleitung des Finalsatzes seines Klavierquartettes E-Dur – gelangen ihm auch Momente tragischer Affektgestaltung. Nänie für Chor und Orchester op. 10 ging der Brahmsschen Komposition des gleichen Schiller-Textes voran, wurde von dieser jedoch verdrängt.
Obwohl seine Oper Der Widerspenstigen Zähmung nach ihrer Uraufführung an vielen Bühnen nachgespielt wurde, blieb ihr ein Dauererfolg versagt. Erfolgreiche Aufführungen in den letzten Jahren haben indessen ihre Bühnenwirksamkeit bestätigt. Auch in der unvollendet hinterlassenen Oper Francesca da Rimini nach Dante hat Goetz kurz vor seinem Tod großartige Musik komponiert. Trotz Vollendung durch Ernst Frank fehlt dem Werk aber die dramatische Stringenz, welche eine Bühnenwirksamkeit sichert.

## Werke

### Orchesterwerke
- Symphonie e-moll (1866, nach seinem Tod von Laura Goetz vernichtet und nur fragmentarisch überliefert)
- Symphonie F-Dur op. 9 (1873)
- Frühlingsouvertüre op. 15 (1864)
- Klavierkonzert Nr. 1 Es-Dur (1861)
- Klavierkonzert Nr. 2 B-Dur op. 18 (1867)
- Skizzen zu einem dritten Klavierkonzert D-Dur
- Violinkonzert G-Dur op. 22 (1868)

### Vokalmusik
- Der Widerspänstigen Zähmung, Komische Oper in vier Akten (1868–1873), Libretto von Joseph Victor Widmann nach Shakespeare, Uraufführung am 11. Oktober 1874 in Mannheim[1]
- Francesca da Rimini, Oper in drei Akten (1875/76, unvollendet; vervollständigt von Ernst Frank), Libretto von Goetz und J. V. Widmann, Uraufführung am 30. September 1877 in Mannheim[2][3]
- Der 137ste Psalm für Sopran, Chor und Orchester op. 14 (1864)
- Es liegt so abendstill der See (Wolfgang Müller von Königswinter) für Tenor (oder Sopran), Männerchor und Orchester op. 11 (1868)
- Nänie (Friedrich Schiller) für Chor und Orchester op. 10 (1874)

### Kammermusik
- Klaviertrio g-moll op. 1 (1863), Hans von Bülow gewidmet – Uraufführung 13. Dezember 1865 in Winterthur
- Drei leichte Stücke für Violine und Klavier op. 2 (1863)
- Streichquartett B-Dur (1865/66), Carl Reinecke gewidmet – Uraufführung 5. Januar 1886 in Zürich
- Klavierquartett E-Dur op. 6 (1867), Johannes Brahms gewidmet – Uraufführung 1869 in Zürich
- Klavierquintett c-moll op. 16 (1874) – Uraufführung 23. Januar 1876 in Zürich

### Klaviermusik
- 2 Sonatinen (F-Dur, Es-Dur) op. 8 (1871)
- Lose Blätter op. 7 (1864–1869)
- Genrebilder op. 13 (1870–1876)
- Sonate für Klavier zu 4 Hdn. D-Dur (um 1855)
- Sonate für Klavier zu 4 Hdn. g-moll op. 17 (1865)